# Orka (cómic)
Orka es un personaje ficticio que aparece en los cómics estadounidenses publicados por Marvel Comics. El personaje fue creado por Roy Thomas y Marie Severin, y tiene un tema de ballena asesina. Orka aparece principalmente como un villano que lucha contra los Vengadores, los Cuatro Fantásticos, She-Hulk y los Defensores, y también aparece como un miembro de Héroes de Alquiler.

## Historial de publicación
Orka aparece por primera vez en Prince Namor, Sub-Mariner # 23 (marzo de 1970) y fue creado por Roy Thomas y Marie Severin.

## Biografía del personaje ficticio
Orka fue originalmente un soldado atlante del ejército del Señor de la Guerra Krang, y ayuda al renegado Krang cuando intenta usurpar el trono atlante de Namor. Cuando este intento falla, Orka se exilia de Atlantis con Krang. Luego, Orka es elegido para ser el sujeto de prueba del Dr. Dorcas, el científico marino que creó a Tiburón Tigre, uno de los principales enemigos de Namor. Cortesía de un cinturón con un amplificador psiónico, a Orka se le da el poder de una ballena asesina, y Krang una vez más contra Namor. El personaje se pelea con la creación del mismo Tiburón Tigre, y la pareja causa una avalancha submarina que los entierra durante varios meses.
Orka finalmente se liberó a sí mismo y se alió con Virago de otra dimensión, y después de luchar contra Namor dos veces es derrotado. La Corporación Brand (una subsidiaria de Compañía de Energía Roxxon) convoca a Orka con la ayuda de la Corona Serpiente, y a cambio de su ayuda aumenta: el tamaño del personaje se incrementa a 20 pies (6.1 m) de altura y sus habilidades naturales se incrementan, eliminando la necesidad del cinturón psiónico. Orka es enviado a una misión que lo pone en conflicto con el equipo de superhéroes de los Vengadores, con el dios del trueno Thor que lo deja inconsciente.
Cuando el bárbaro atlante Attuma toma la ciudad de Atlantis, Orka es indultado de su exilio y se une al Ejército Imperial. Parte de una fuerza de invasión que ataca el mundo de la superficie, Orka lucha contra los Vengadores y los Cuatro Fantásticos, pero es derrotada por la heroína She-Hulk y la Pantera Negra y es encarcelado.
Orka se escapa del encarcelamiento y se une al equipo marino Profundidad Seis (también formado por Attuma, Nagala, Piraña, Erizo de Mar y Tiburón Tigre). El grupo ataca a los Estados Unidos y lucha contra los Vengadores y el Protectorado Popular y eventualmente son derrotados.
Orka aparece en varios otros títulos de Marvel como Fantastic FourShe-Hulk y los Defensores. Después de los eventos de Civil War, Orka aparece en el título Heroes for Hire y se une al equipo (también se enamora de su compañera Misty Knight). También entabla amistad con el invulnerable asistente administrativo de Heroes for Hire. Orka es asesinado en combate por un Doombot (una copia robótica del villano Doctor Doom) reprogramado por los Hombres Cabeza.
Durante la historia de "Dark Reign", Orka fue visto en el juego de Erebus para su resurrección. Más tarde se lo ve en el jurado de Plutón (junto con Abominación, Hombre Tigre sin Brazos, Artume, Baron Heinrich Zemo, Comandante Kraken, Iron Monger, Jack O'Lantern, Kyknos, Nessus, Azote del Inframundo, y Veranke) en el juicio de Zeus.
Orka aparece vivo y es encarcelado en la bodega por soldados que trabajan para la compañía de Regent, Empire Unlimited.
Orka aparece como miembro de los Defensores de las Profundidades de Namor. Se mostró a Orka siendo atacado por Hyperion del Escuadrón Supremo de América.

## Poderes y habilidades
Orka es un Atlanteante excepcionalmente fuerte, cortesía de las mejoras del Doctor Dorcas. Orka tiene fuerza, velocidad, resistencia, resistencia y agilidad sobrehumanas. Orka originalmente llevaba un cinturón que por medios psiónicos proporcionaba el poder adicional de una ballena asesina a la ya considerable fuerza del personaje. El cinturón también permitió que Orka existiera por períodos indefinidos en tierra, aunque no estaba en plena forma debido a la deshidratación. Utilizando mejoras quirúrgicas y electroquímicas, Corporación Brand aumentó las habilidades naturales de Orka, lo que le permitió conservar su fuerza sin el uso del cinturón. La experimentación también aumentó el tamaño, la resistencia y la resistencia de Orka, pero a costa de la inteligencia reducida. Orka puede comunicarse con las ballenas asesinas y convocarlas mediante silbidos agudos; Mientras haya ballenas asesinas en su vecindad, las habilidades físicas de Orka aumentan varias veces. También puede nadar a velocidades sobrehumanas.

## En otros medios
Orka aparece en el episodio de Avengers Assemble, "Kingbreaker" Pt. 1, expresado por Roger Craig Smith. Esta versión es un comandante que es leal a Attuma y reemplaza a Tiburón Tigre como el jefe de las fuerzas armadas de Attuma. Cuando Pantera Negra, Lobo Blanco y la hija de Attuma, Lady Elanna traen su pelea con Killmonger, Tiburón Tigre y los soldados atlantes de su lado frente a la Guardia de Coral de la Atlántida, Orka y sus soldados aparecen. Cuando se entera del golpe de Estado y Tiburón Tigre afirma que Attuma se ha ablandado, Orka se pone del lado de Elanna y sus soldados para encerrar a Killmonger, Tiburón Tigre y los traidores soldados atlantes. Luego se disculpa con Elanna por dudar. Más tarde, Orka ayuda a rescatar a los civiles atlantes de los daños causados por las bombas de la princesa Zanda y estuvo presente cuando Killmonger mata a Attuma. Mientras Pantera Negra y Lobo Blanco van tras Killmonger, Orka le entrega a Lady Elanna el tridente de su padre y la jura como la nueva gobernante de Atlantis. Más tarde, Orka llevó a los soldados atlantes a atacar a la Pantera Negra y al Lobo Blanco, ya que estaban tomando a Killmonger como su prisionero debido a que él sabía dónde estaba la verdadera Viuda Negra.